# Сиор, Пьер Шарль
Пьер Шарль Сиор (фр. Pierre Charles Cior; 1769, Париж — после 1838) — французский художник-миниатюрист, живший в эпоху расцвета этого жанра. 

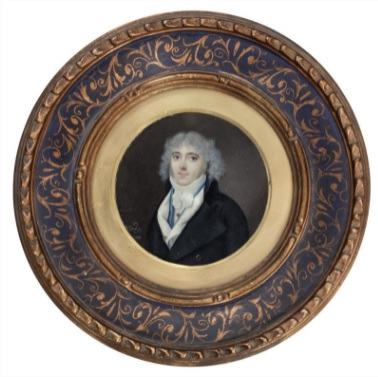
Портрет неизвестного с золотой серьгой. 1798, Музей-усадьба «Останкино».

Уроженец Парижа. Впервые выставил несколько своих миниатюр на парижском Салоне в 1796 году, второй раз — в 1799. В третий раз он выставлялся на Салоне только в 1831 году, и в 1838 году — в последний. Поскольку на ежегодных выставках Салона допускалось только прижизненное экспонирование работ, предполагается, что Сиор скончался вскоре после этой даты.
Специализацией Сиора была портретная миниатюра в духе работ Жана-Батиста Изабе, очень популярная и востребованная в то время. Тридцатилетний перерыв в участии Сиора в выставках парижского Салона косвенно указывает на то, что художник много путешествовал. Это подтверждается и тем, что на многих миниатюрах Сиора изображены персоналии из России — аристократы и члены императорской семьи. Работы Сиора имеются в коллекциях московских музеев, осенью 2021 года некоторые из них были представлены на выставке «Бонапарт и другие» в музее «Бородинская панорама». Также известно, что Сиор какое-то время работал миниатюристом при испанском дворе, а также создал миниатюрные портреты папы Римского Пия VII и королевы Нидерландов.

## Галерея

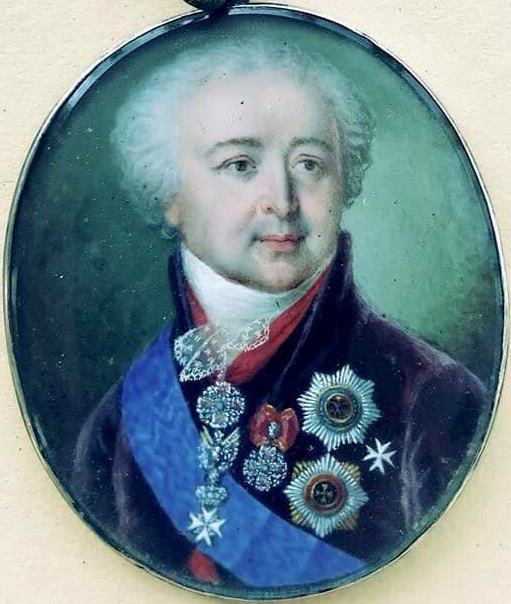
Портрет князя Александра Борисовича Куракина. Собрание С. и Т. Подстаницких. Москва.
Портрет князя Александра Борисовича Куракина. Художественный музей Кливленда, США. Сотрудниками музея, несмотря на наличие звезды ордена Почётного легиона, основанного в 1802 году, атрибутирован, как портрет канцлера Александра Безбородко, скончавшегося тремя годами ранее.
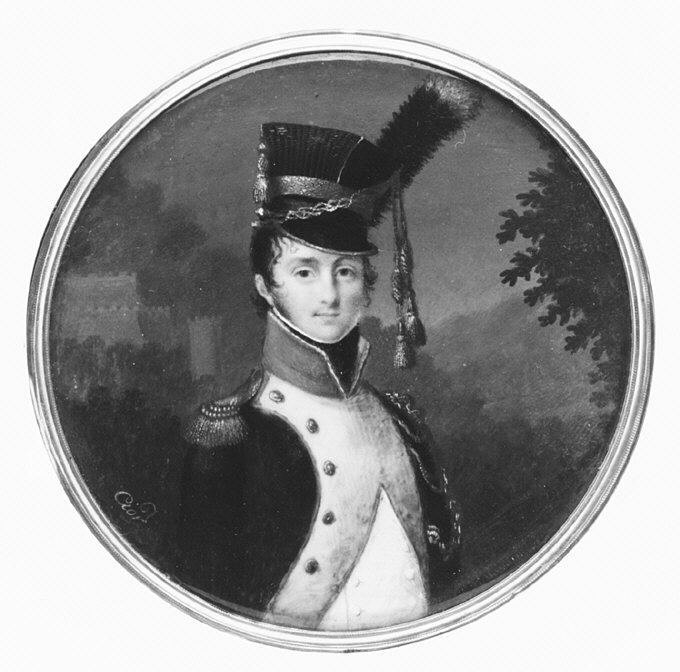
Портрет уланского офицера. Метрополитен-музей, Нью-Йорк.
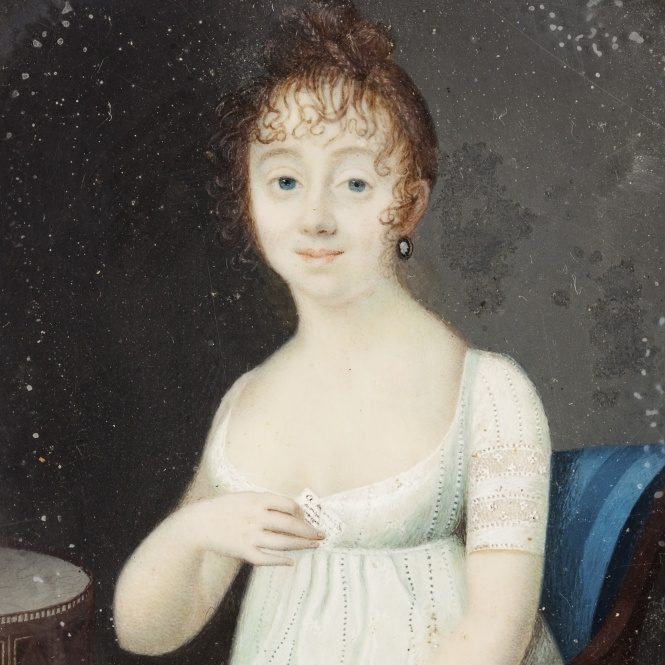
Пьер Шарль Сиор (приписывается). Портрет неизвестной девушки в белом платье.
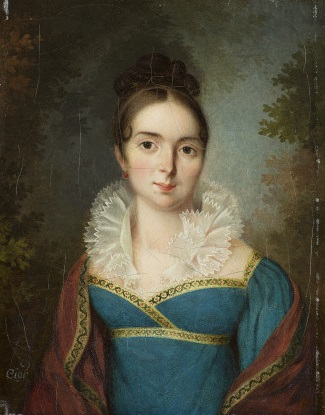
Пьер Шарль Сиор (приписывается). Портрет неизвестной девушки в синем платье.
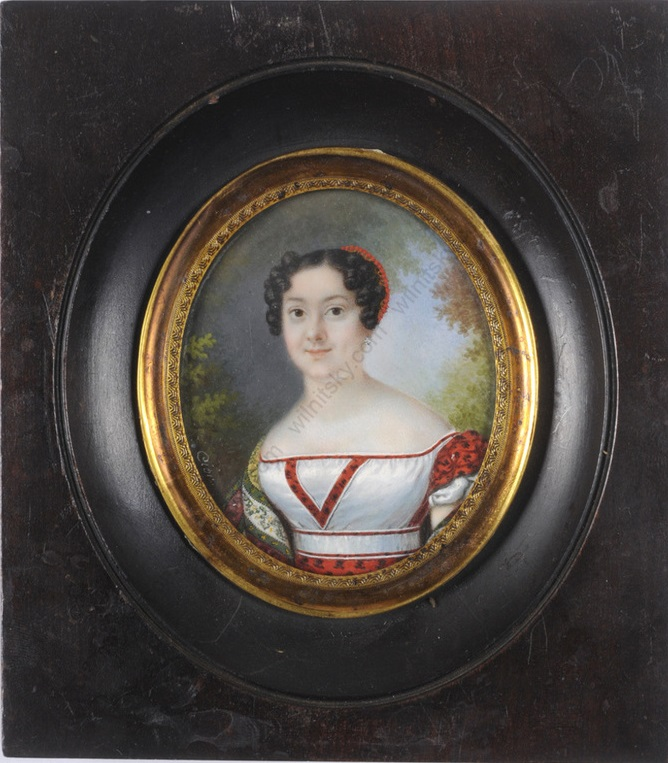
Пьер Шарль Сиор (приписывается). Портрет неизвестной женщины.
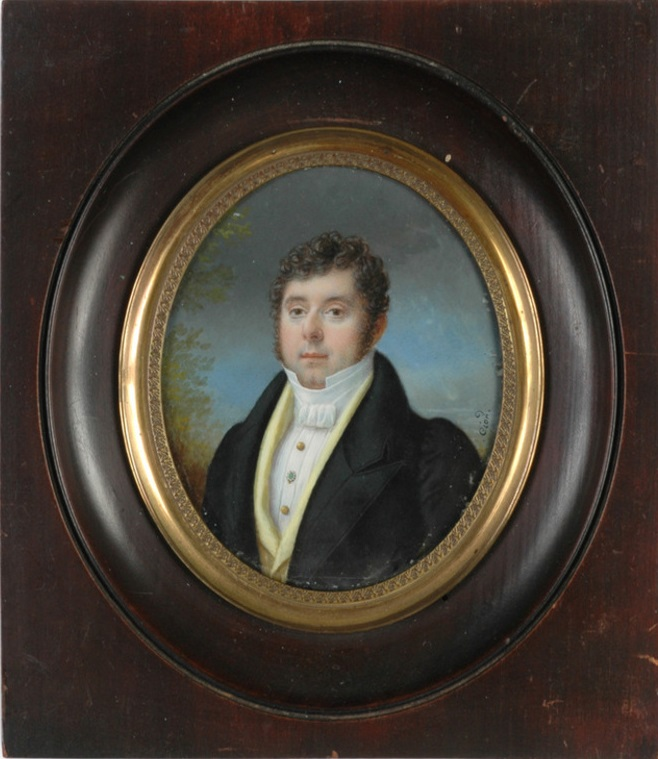
Пьер Шарль Сиор (приписывается). Портрет неизвестного мужчины.
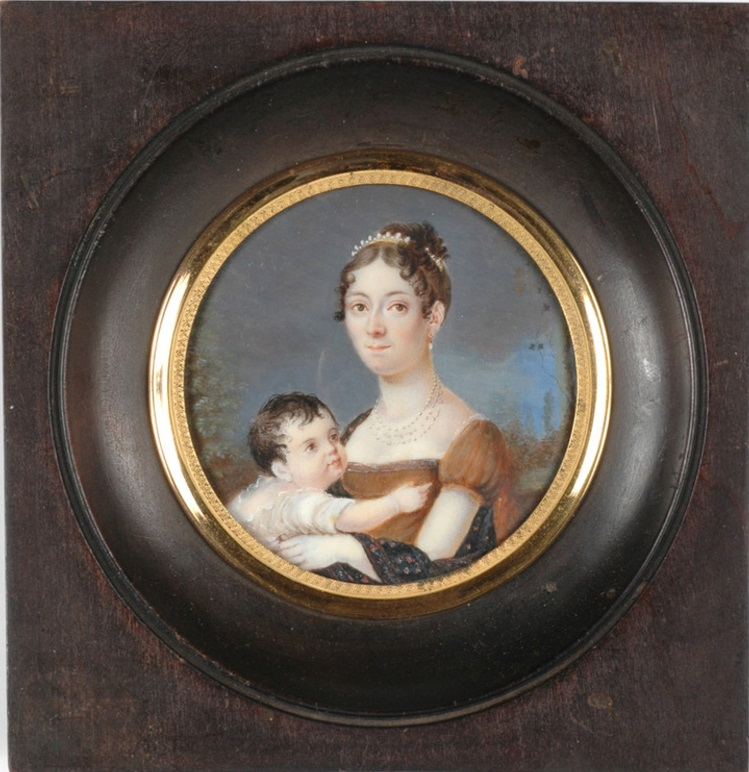
Пьер Шарль Сиор (приписывается). Портрет неизвестной монаршей особы с ребёнком.
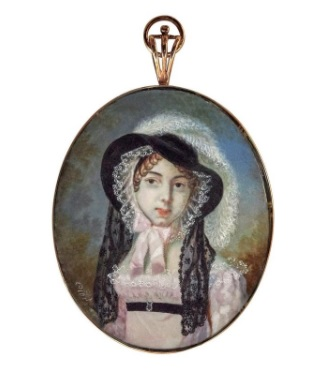
Портрет неизвестной в черной шляпе с белым пером. Музей-усадьба «Останкино».